# Stoborăști
Stoborăști – wieś w Rumunii, w okręgu Aluta, w gminie Tufeni. W 2011 roku liczyła 673 mieszkańców. 